# Karuta

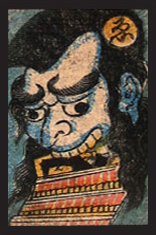
Carta del joc japonès obake karuta (cartes de monstres), c. començ del. Cada carta mostra un monstre de la mitologia japonesa i un caràcter del sil·labari hiragana, en aquest cas, "ゑ".

Karuta (wn Japonès かるた, en castellà carta) és un joc de cartes japonès. Els naips foren introduïts en Japó pels comerciants espanyols a mitjan segle xvi.
Els paquets de Karuta es divideixen en dos grups, els que deriven de cartes portugueses i els d'e-awase. L'e-awase va ser un passatemps popular entre els nobles japonesos durant el període Kamakura, encara que la seva història remunta al període Heian.
La idea bàsica de qualsevol joc de karuta és ser capaç de determinar ràpidament quina carta és la bona dins d'un grup de cartes i després prendre-la abans que sigui presa per l'altre oponent. Per a jugar karuta cal dues classes de cartes, una és la yomifuda (読札) o «cartes de lectura» i l'altra és la torifuda (取り札) o «cartes per a agafar». Un tercer jugador ha de llegir la carta yomifuda, que conté un poema o un refrany famós. Llavors els jugadors han de trobar llur torifuda associada amb el seu contingut.

## Tipus de karuta
Hi ha moltes menes de cartes de karuta.
El Hanafuda consisteix en un joc amb 48 cartes amb dissenys de flors. Es compon de dotze colls i quatre cartes per coll. No és necessari conèixer l'idioma japonès per a jugar-hi.
En el uta-garuta, els jugadors han de tractar de trobar les darreres dues línies d'un poema tanka, havent estat donades les primeres tres línies. Sovint és possible identificar un poema per la seva primera o segona síl·laba. Els poemes per a aquest joc són presos del Hyakunin Isshu i són tradicionalment interpretats en el dia d'Any Nou.
Qualsevol que pugui llegir hiragana pot jugar a iroha-garuta. En aquest, una torifuda típica mostra una imatge amb un kana al corn de la carta. El seu yomifuda corresponent mostra un proverbi relacionat amb aquesta imatge, mentre la primera síl·laba d'aquest proverbi, és el kana dibuixat a l'angle de la carta.